# 香港中文大學出版社
香港中文大學出版社，又名中文大学出版社、中大出版社，是香港中文大学的校办出版社。现任社长是甘琦女士。

## 历史
1968年香港中文大学出版部成立，1977年香港中文大学出版社正式成立。香港中文大学出版社专注于出版有关中国文化以及中国、香港研究的学术论著，秉承“弘扬中西文化，传播古今知识”的宗旨，每年出版50余种图书，迄今已出版的书籍已经有1300余种。
校内合作学者有刘殿爵、饶宗颐、王尔敏、胡秀英等，校外合作学者有傅高义、许倬云、卜德、斯图尔特·施拉姆等。

## 歷任社長
- 1977年起 潘光迥
- 1978年起 黎明
- 1987年起 詹德隆
- 1995年起 黃瑞良
- 1999年起 陸國燊
- 2007年起 甘琦

## 出版系列[2]
- 两夏书系（兩夏即夏濟安、夏志清兄弟）
- 中国基督教史研究丛书
- 国际诗人在香港
- 汉达古籍研究丛书 · 中国古代词汇研究丛书系列
- 汉达古籍研究丛书 · 先秦两汉典籍引经系列
- 汉达古籍研究丛书 · 先秦两汉典籍重见资料系列
- 汉达古籍研究丛书 · 唐宋类书征引典籍系列
- 漢達古籍研究叢書 ‧ 王念孫古籍校本集證系列
- 程学阁著作集
- 給孩子系列
- 翻译史研究论丛
- 视野丛书
- 通识教育丛书
- 三十．三十书系
- 中国现代文学中英对照系列
- 边城思想者系列
- 边疆研究系列
- 天主教研究丛书·史料及工具系列
- 天主教研究丛书·通识系列
- 天主教研究丛书·研究系列
- Centre for Chinese Archaeology and Art, Studies Series
- 钱宾四先生学术文化讲座系列
- 景风丛书
- 崇基金禧丛书
- 崇基学院宗教研究丛书·庞万伦基督教与中国文化讲座系列
- 传经讲座系列
- 慢读经典
- 宗教与中国社会研究中心专文报告系列
- 道教研究学术论丛
- DRIFT
- 教育政策研讨系列
- 香港教育研究系列
- 汉语基督教文化研究所丛刊
- 香港经济研究中心书籍
- 香港亚太研究所研究丛书
- 香港国际诗歌之夜
- 黎翠珍翻译剧本系列
- 基督教中国宗教文化研究社资料丛刊
- 历代基督教学术思想文库：古代系列
- 历代基督教学术思想文库：现代系列
- 历代基督教思想学术文库：研究系列
- 岭南大学人文学科丛书
- 道风译丛
- 专业管理丛书
- 牧爱丛书
- 新亚学术集刊（由新亞書院出版）
- 香港亚太研究所论文丛刊
- 教牧研讨系列
- 香港亚太研究所公共政策论丛
- ICS, Bibliography and Index Series
- META
- Renditions Books
- Renditions Paperbacks
- Tang Chun-I Lecture Series
- Translation Studies Research Series
- TRAVELLER
- USC Seminar Series
- Zong Jiao She Hui Xue Yi Cong
- 中国教会大学文献目录
- 吐露丛书
- 宗教与中国社会研究论丛书系列
- 客家传统社会丛书
- 当代中国文化研究所专刊
- 新亚书院艺术系丛书
- 汉达古籍研究丛书
- 汉达古籍研究丛书 · 专著系列
- 汉达古籍研究丛书 · 魏晋南北朝古籍逐字索引丛刊
- 沪港发展联合研究所研究丛书
- 沪港发展联合研究所论文丛刊
- 香港中文大学青年学人论文奖
- 香港教会系列
- 香港教育研究所学校教育改革系列
- 香港文化研究丛书